# Вуглецева планета

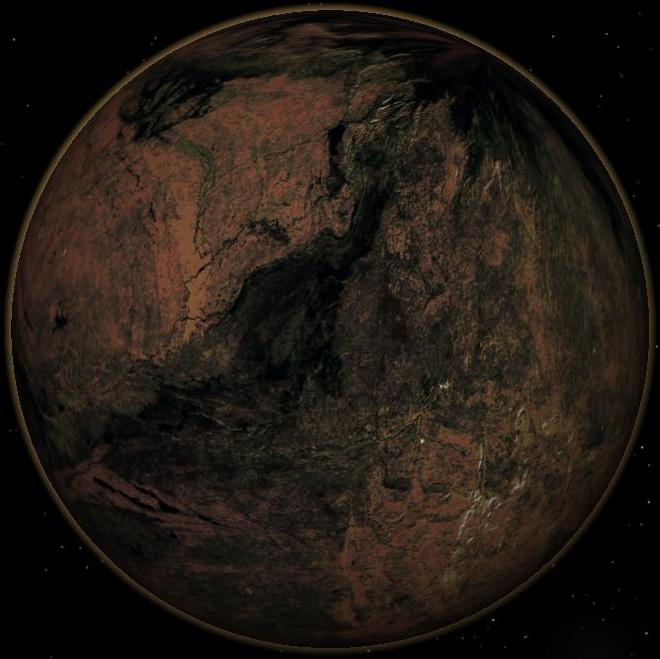
Художнє зображення вуглецевої планети. Колір планети темний і червонуватий внаслідок наявності гідрокарбонатів.

Вуглецева планета (інша можлива назва - діамантова планета або карбідна планета) — теоретичний різновид екзопланет земного типу. Була передбачена американським астрофізиком Марком Кюхнером. Умовою для формування планет такого типу є великий вміст вуглецю в протопланетному диску і малий вміст  кисню. За хімічним властивості така планета буде досить сильно відрізнятися від планет земного типу, таких як Земля Марс та Венера, які побудовані переважно на базі кремнію та кисню і вуглецю в їхньому складі міститься не так багато.

## Внутрішня будова іатмосфера

Порівняння розмірів планет з різним хімічним складом (див. Вуглецеві планети)

Здогадно, відкрите небесне матиме залізовмісне ядро, подібно до інших планет земної групи. Основу поверхні становитимуть переважно карбіди кремнію і титану, а також чистий вуглець. Оскільки графіт є алотропним різновидом вуглецю, можлива наявність ділянок, суцільно вкритих квадратними кілометрами алмазів. Атмосфера складатиметься з вуглеводнів та діоксиду вуглецю. Життя на планеті цього класу потенційно можливе, якщо на планеті є вода, проте форми життя різко відрізнятимуться від земного у зв'язку з малою кількістю кисню, якого буде недостатньо для формування органічних речовин земного типу.

## Поширення в галактиці
Пульсар PSR 1257 +12 має можливі вуглецеві планети, які сформувалися після вибуху наднової з вуглецевого шару колишньої зірки. Планети цього типу можуть перебувати біля галактичного ядра, де зірки містять багато вуглецю.
Діаметр та маса вуглецевих планет не відрізняються від звичайних планет, що містять переважно воду й сполуки кремнію, тому розділити їх поки в разі виявлення неможливо.

## Виноски
1. ↑  Scientists Model a Cornucopia of Earth-sized Planets (англійською) . Архів оригіналу за 26 лютого 2012. Процитовано 9 грудня 2011.
2. ↑  Seager, S.; M. Kuchner, C. Hier-Majumder, B. Militzer (2007). Mass-Radius Relationships for Solid Exoplanets. ApJ. 669: 1279. doi:10.1086/521346. arXiv:0707.2895.